# Tommy Stinson
Thomas Eugene Stinson mais conhecido como Tommy Stinson (Minneapolis, 6 de outubro de 1969) é um baixista estadunidense, ex-membro do grupo The Replacements, e ex-membro da banda Guns N' Roses.

## Vida e carreira

### The Replacements
Quando Tommy tinha 12 anos de idade, o seu irmão mais velho, Bob Stinson, praticamente obrigou Tommy a tocar baixo com o seu grupo Dogbreath. Encontram-se com Paul Westerberg, cantor e guitarrista solo. E montam o cultuado grupo The Replacements.
Em 1986, Bob deixa o grupo devido a problemas de drogas. O restante do grupo realiza ainda alguns álbuns. Seguidamente, Westerberg grava um álbum solo. O grupo anuncia a sua separação oficial em 4 de Julho de 1991.
Tommy forma então um novo grupo, Bash & Pop. Após a saída do seu álbum “Friday Night Is Killing Me“ em 1993, o grupo termina. Dois anos depois, Bob Stinson morre após anos de abuso de drogas, com apenas 35 anos de idade. Em 1996, Tommy faz parte de uma nova banda chamada Perfect da qual não é baixista, mas sim guitarrista. No mesmo ano, participa de um novo álbum de Westerberg: “Eventually“.
Tommy é casado desde 2011, com Emily Jane Roberts e tem 2 filhas: Ruby Stinson (do primeiro casamento) e Tallulah Stinson (do casamento com Emily).

### Guns N' Roses
Em 1998, Axl Rose então entra em contato com Tommy, através do baterista Josh Freese, grande amigo de Tommy. Depois de algumas audições, Axl pede para que Tommy se junte ao Guns N' Roses, Tommy aceita. A primeira gravação de Tommy no Guns N’ Roses é "Oh My God". Que faz parte da trilha sonora do filme "End of Days".
Tommy participou nos concertos de Las Vegas e Rio de Janeiro, no “"Rock In Rio" 2001. Aprendeu todas as linhas de baixo criadas por Duff McKagan, enquanto o mesmo ainda estava no grupo.
Axl volta e meia citava Tommy enquanto falava, no intervalo entre uma música e outra no show do Rio de Janeiro e afirmou que Tommy comandava a banda durante os ensaios pros shows de 2001, Vegas e Rio, consequentemente. Daí vem a alcunha: "General Tommy Stinson".
Tommy, estava junto com o grupo nas voltas do Guns N' Roses em 2002 e 2006 e é definitivamente peça chave do grupo, e está há quase 10 anos no grupo. Entre 2003 e 2005, Tommy fez concertos solo em Los Angeles e Nova Iorque, como divulgação de seu álbum "Village Gorilla Head". Tocou também num álbum do Soul Asylum, que é de Minneapolis (a sua cidade natal), e acompanhou a banda em alguns shows enquanto os Guns N' Roses estavam em recesso.
No início de 2006, Tommy tem alguns desentendimentos com Axl e quase deixa o grupo. Retorna exatamente antes dos concertos de Nova Iorque (Maio de 2006) e parece agora ter resolvido os seus desentendimentos com Axl.
Em 2007 o Guns N' Roses cancela algumas datas por causa de uma fratura no braço de Tommy, que caiu da escada de sua casa. Mas nada que mudasse por tanto tempo assim o início da turnê 2007, que se arrastará por 2008, atualmente está em turnê do álbum Chinese Democracy.
Em 2011, Tommy lançou seu segundo álbum solo "One Man Mutiny" que contou com a participação dos seus amigos e companheiros de Guns N' Roses, Richard Fortus e Dizzy Reed. O álbum também tem participação da esposa dele, Emily, que canta com Tommy em quase todas as faixas do álbum.
Em 2016 com a volta da formação original do Guns N' Roses, Stinson abandona a banda.